# Келка
Ке́лка — река в России, протекает по Пудожскому району Карелии.
Исток — Келкозеро, в которое впадает Укша, восточнее бывших населённых пунктов Келкозеро и Пильмасозеро. Принимает правый приток — протоку из Пильмасозера, в которое впадает Пильмаса.
Впадает в северо-западную часть Водлозера северо-западнее бывшего населённого пункта Загорье. Длина реки составляет 6 км, площадь водосборного бассейна — 343 км².
Река Укша несёт воды озёр Буче-Ланда, Укшозера и Немозера.

## Данные водного реестра
По данным государственного водного реестра России относится к Балтийскому бассейновому округу, водохозяйственный участок реки — Водла, речной подбассейн реки — Свирь (включая реки бассейна Онежского озера). Относится к речному бассейну реки Нева (включая бассейны рек Онежского и Ладожского озера).
Код объекта в государственном водном реестре — 01040100412102000016241.

## Топографические карты
- Лист карты P-37-XIII,XIV Водла. Масштаб: 1 : 200 000. Указать дату выпуска/состояния местности.